# Walton Evans
Anthony Walton White Evans (Nuevo Brunswick, 31 de octubre de 1817-New Rochelle, 28 de noviembre de 1886), conocido como Walton Evans, fue un ingeniero civil estadounidense cuyo trabajo incluyó innumerables encargos de canales y ferrocarriles en América del Norte y del Sur a mediados del siglo XIX.

## Biografía

### Primeros años
Nació el 31 de octubre de 1817 en Nuevo Brunswick (Nueva Jersey), hijo de Thomas M. Evans y Eliza Mary White. Sus hermanos incluyeron: Elizabeth Margaret Evans e Isabelle Johanna Evans. Su abuelo materno fue el general de brigada Anthony Walton White, un veterano de la Guerra de Independencia de los Estados Unidos.
Asistió a escuelas locales antes de ingresar al Instituto Politécnico Rensselaer en 1834. Dejó la escuela en octubre de 1836 y luego se desempeñó como ingeniero asistente en el Canal de Erie.

### Obras
En 1845 se convirtió en asistente de Allan Campbell en la construcción de la extensión del ferrocarril de Nueva York y Harlem a Albany, Nueva York. Al año siguiente se convirtió en ingeniero residente en el trabajo, pero renunció en 1850 para unirse a Campbell en la construcción del Ferrocarril Caldera-Copiapó en Chile. Evans completó el camino ferroviario en 1853 después de la partida de Campbell. Evans luego se desempeñó como ingeniero jefe para la construcción del Ferrocarril Tacna-Arica en Perú desde 1853 hasta 1856.
Regresó a Nueva York y trabajó como consultor del Ferrocarril de Lima y Oroya en Perú; en dicho puesto diseñó el Puente Verrugas. Este puente fue diseñado por Leffert L. Buck, y también trabajaba en el ferrocarril Virgil Bogue. Ambos hombres eran compañeros graduados del RPI.
Evans regresó a los Estados Unidos y se casó con Anna Zimmerman el 24 de junio de 1856. La pareja se mudó a Chile, donde Evans supervisó la construcción del Ferrocarril del Sur, que recorría las regiones al sur de Santiago. El ferrocarril se completó en su primera etapa en 1860 al llegar a la ciudad de Rancagua; también incluyó la construcción del Ramal de la Cañada, inaugurado el 10 de junio de 1858 y que se convirtió en el primer tranvía de tracción animal en Sudamérica.
Actuó como agente de varios ferrocarriles extranjeros para comprar equipos y contratar personal, incluidas dos locomotoras para Victorian Railways en Australia en 1876 y la clase NZR K de 1877, las primeras locomotoras estadounidenses suministradas a New Zealand Government Railways. Siempre recomendó el uso de locomotoras y carros americanos por sobre los construidos en Europa. De 1862 a 1864, se desempeñó como ingeniero del puerto de Nueva York y en 1865 se convirtió en presidente de la United States Petroleum Company.
Estaba interesado en lo que se convertiría en el Canal de Panamá en América Central y asistió al Congreso Internacional sobre el Canal de 1879 en París, Francia. Evans coleccionó libros y pinturas que se exhibieron en su casa, Sans Souci, en New Rochelle, Nueva York. Donó su colección al Instituto Smithsoniano antes de su muerte. Murió el 28 de noviembre de 1886.